# Костриця шорстколиста
Костриця шорстколиста (Festuca trachyphylla) — вид рослин родини тонконогові (Poaceae), поширений у північній, центральній, південно-західній і східній Європі.

## Опис
Багаторічна трав'яниста рослина 30–75 см завдовжки. Листові пластини ниткоподібні, еліптичні в розрізі, 0.6–1.1 мм завширшки, поверхні шершаві, волосаті з обох сторін. Суцвіття — відкрита волоть 4.5–13 см завдовжки; гілки шершаві, родючі колоски на ніжках. Колоски містять 4–8 родючих квіточок; зі зменшеними квіточками на вершині. Колоски довгасті, стиснуті з боків; 7–7.5 мм завдовжки; розпадаються у зрілості під кожною родючою квіточкою. Колоскові луски подібні, коротші, ніж колоски; верхня колоскова луска ланцетна; 3.5–4.5 мм завдовжки; 0.8–0.9 довжина суміжної родючої леми; кілі відсутні; верхівки гострі. Родюча лема ланцетна, 4.2–4.9 мм завдовжки; поверхня леми гола або запушена; вершина гостра; остюк основної леми 2–2.5 мм завдовжки. Верхівкові стерильні квіточки нагадують родючі, хоч і недорозвинені. Пиляків 3.

## Поширення
Поширений у Європі: Австрія, Бельгія, Чехія, Німеччина, Нідерланди, Польща, Словаччина, Швейцарія, Естонія, Латвія, Литва, Росія, Україна, Румунія; натуралізований та інтродукований у деяких інших країнах світу.

## Галерея

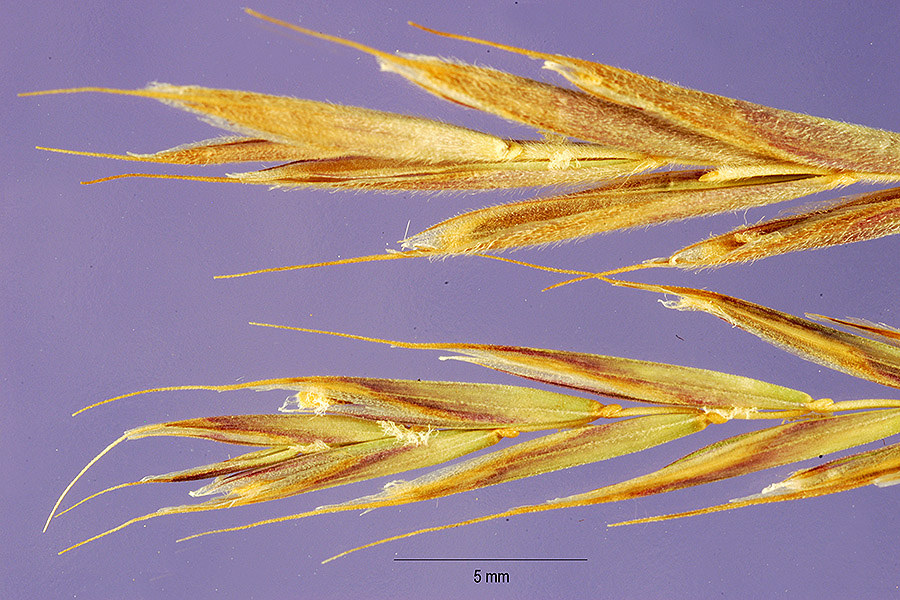
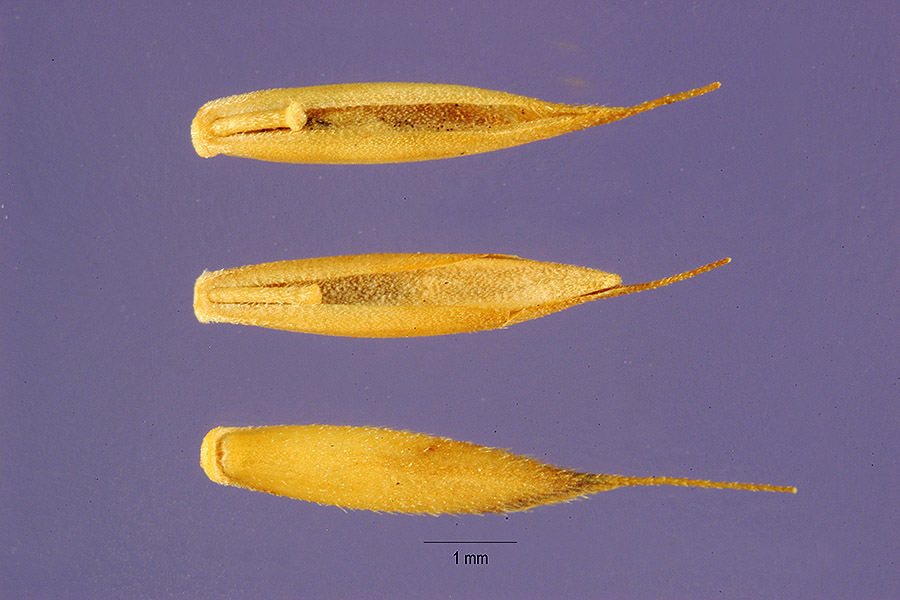
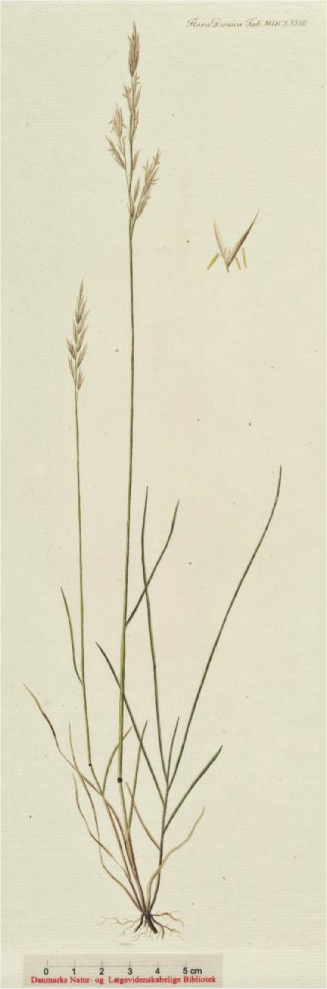